# Gardena (Kalifornie)
Gardena je město (city) v okrese Los Angeles County ve státě Kalifornie ve Spojených státech amerických. Žije zde přibližně 61 tisíc obyvatel. Město se nachází v jižní části okresu, 20 km jihojihozápadně od centra Los Angeles, a je součástí metropolitní oblasti Velké Los Angeles. Sousedí s městy Hawthorne, Los Angeles (čtvrť Harbor Gateway) a Torrance.
Většinu území města Gardena tvoří rezidenční oblasti, průmyslové areály se nachází v severní části města.

## Historie
V roce 1887 rozdělili developeři Pomeroy & Harrison pozemky zdejšího ranče a v očekávání připravované železniční trati začala v okolí nynější křižovatky ulic West Alondra Boulevard a South Figueroa Street (mimo území Gardeny) vznikat nová osada. Protože trať spojující Los Angeles a Redondo Beach, zprovozněná roku 1890, nebyla oproti předpokladům vedena v trase nynější ulice South Figueroa Street, ale v trase nynější South Vermont Avenue, sami osadníci přemístili svoji ves z původního místa na novou lokaci k dráze, do prostoru nynější křižovatky ulice West Gardena Boulevard a South Vermont Avenue, kde vzniklo centrum Gardeny. Ta se v dalších letech stala známou díky rozsáhlému pěstování jahod, malin a ostružin.
V letech 1902–1903 byla železniční trať vedoucí přes Gardenu přestavěna na meziměstskou elektrickou dráhu. Roku 1903 zároveň došlo podél této tratě ke zprovoznění nové meziměstské elektrické dráhy, která z Gardeny pokračovala na jih do San Pedra. Obě tratě získala v roce 1911 společnost Pacific Electric Railway. Městská samospráva byla zřízena v roce 1930.